# La Mulada
La Mulada es una romería de arrieros paisas que recorre anualmente a pie, con sus mulas totalmente cargadas, y tal como sucedía en las épocas de la Colonia y la Colonización Antioqueña, un buen número de municipios del departamento de Antioquia y el viejo Caldas. El nombre oficial del acontecimiento es Arrieros somos, forjadores de vida, aunque popularmente se le conoce como "La Mulada".

## Objetivos de La Mulada
La Mulada tiene como primer objetivo mantener viva la tradición de la arriería como una de las principales características de la antioqueñidad, o raigambre antioqueña, a la vez que, como segundo objetivo, se ayuda con este evento a la población más necesitada o desplazada que la enorme caravana encuentra a su paso por los pueblos. 

## La hazaña de la arriería
La institución de la arriería en Antioquia determinó las bases de la economía y la vida de Colombia durante el siglo XIX y principios del siglo XX. En la región paisa, el arriero es un héroe legendario, admirado y amado, forjador de hazañas y símbolo de las tradiciones regionales.
Además de sostener la economía de Antioquia y del país, los arrieros antioqueños forjaron y dejaron legados aún más importantes que el económico: construyeron una identidad sui géneris, una cultura claramente definida y una idiosincrasia propia. Desarrollaron una manera de ser que se quedó para siempre en el antioqueño, incluido el antioqueño contemporáneo. Crearon el "hecho paisa", algo imborrable en la historia y el futuro de Colombia y profusamente documentado por eruditos, antropólogos e historiadores, existiendo crónicas, mapas de caminos, costumbres, valores, manera de trabajar y fotos antiguas sobre la arriería tradicional. El siguiente pie de página ofrece algunas de ellas:
Por tales motivos, Antioquia ha querido perpetuar a los arrieros –que todavía existen en su presentación original en algunas regiones-, en vivo y en directo, todos los años, para mantener el contacto y el recuerdo de un pasado, debido a ellos glorioso, que disfrutan las gentes de estas tierras.

## La Mulada en camino
Entre 800 y mil arrieros y mil quinientas mulas se reúnen para la jornada. Durante 11 días a pie por caminos difíciles, muchos de montaña, y cruzando también pantanos y ríos, los arrieros visitan más de 50 municipios, recorriendo cerca de 1.200 kilómetros cargando más de 60 toneladas de comida para repartir entre los más necesitados a su paso por los pueblos y veredas.
En La Mulada participan arrieros jóvenes, pero por igual viajan muchos veteranos. 
"Caporal, mulas y arrieros han cumplido la jornada, desde el Oriente antioqueño va llegando la mulada", dijo uno de ellos montado en su mula cuando llegó a Medellín, donde fue recibido como héroe con todos sus compañeros, al igual que son recibidos por centenares o incluso miles de personas a su paso por cada localidad.

## Culminación y celebración
La gran caravana culmina en el Palacio de Exposiciones de Medellín, recinto donde a su llegada se ofrece un espectáculo al público, que con simpatía soporta la paralización que los miles de mulas y arrieros producen en las calles de la ciudad. En el Palacio, en medio de música, los arrieros reciben aplausos y vítores de la multitud. 
También las autoridades gubernamentales se unen a la culminación de la romería. En su momento, el gobernador de Caldas Emilio Echeverri Mejía expresó: “Creo que hemos tocado uno de los hilos perfectos que nos une ancestralmente a los caldenses con esta tierra. La epopeya de la colonización antioqueña tuvo su mejor expresión en la arriería, porque fueron los arrieros quienes hicieron posible uno de los fenómenos políticos y sociales más importantes de la historia de Colombia..."
Durante una de las celebraciones, el entonces ministro de Agricultura Andrés Felipe Arias, presente en la fiesta de clausura, dijo de los arrieros que "representan a nuestros ancestros, a la verraquera del pueblo paisa para sobreponerse a todas las adversidades, a la pujanza, el tesón y a esas ganas que tenemos de salir adelante". 
El entonces gobernador de Antioquia Aníbal Gaviria, decidido patrocinador del evento, también felicitó a los protagonistas de la odisea y a los antioqueños y caldenses, "que se volcaron para ver pasar a quienes construyeron y siguen construyendo la grandeza de nuestros territorios". 
"Fueron cientos de kilómetros de sudor, de herradura, de pantanos, pero también de miles y miles de sonrisas y alegrías que recibieron a estos forjadores de progreso", añadió el gobernador, quien opina que esta tradición debe ser Patrimonio Nacional.